# Oxytropis jabalambrensis
Oxytropis jabalambrensis är en ärtväxtart som först beskrevs av Carlos Pau, och fick sitt nu gällande namn av Dieter Podlech. Oxytropis jabalambrensis ingår i släktet klovedlar, och familjen ärtväxter. Inga underarter finns listade i Catalogue of Life.